# Hatulia
| \| \| |
|       |

|  |

Hatulia (Hatulia A, Hatólia, Hatolia, Hatu Lia, Hatu-Lia) ist ein osttimoresisches Verwaltungsamt (portugiesisch Posto Administrativo) in der Gemeinde Ermera. Der Sitz der Verwaltung befindet sich in Hatolia Vila. Am 1. Januar 2022 wurde von Hatulia das Verwaltungsamt Hatulia B abgetrennt.

## Geographie
Bis 2014 wurden die Verwaltungsämter noch als Subdistrikte bezeichnet. Vor der Gebietsreform 2015 hatte Hatulia eine Fläche von 274,42 km². Nach der Abtrennung von Hatulia B als eigenes Verwaltungsamt sind es 196,03 km².
Das Verwaltungsamt Hatulia liegt im Westen der Gemeinde Ermera. Östlich liegt das Verwaltungsamt Ermera, südöstlich das Verwaltungsamt Letefoho und südlich das Verwaltungsamt Atsabe. Im Norden grenzt Hatulia an die Gemeinde Liquiçá mit ihren Verwaltungsämtern Liquiçá und Maubara, im Westen an die Gemeinde Bobonaro mit ihren Verwaltungsämtern Atabae und Cailaco. Hatulia teilt sich in neun Sucos: Ailelo, Aculau (Asulau/Sare), Hatolia Vila, Coilate-Letelo (Coilate-Leotelo, Kailete Leotela), Coilate-Leten (Koilate Leten), Leimea-Craic (Laimeacraic, Leimea Kraik, „Unter-Leimea“), Leimea-Sarinbalo (Leimea Sarinbala, Leimea Sorimbalu, Leimea Sorin Balu), Manusae (Manusea) und Samara.

Klimadaten
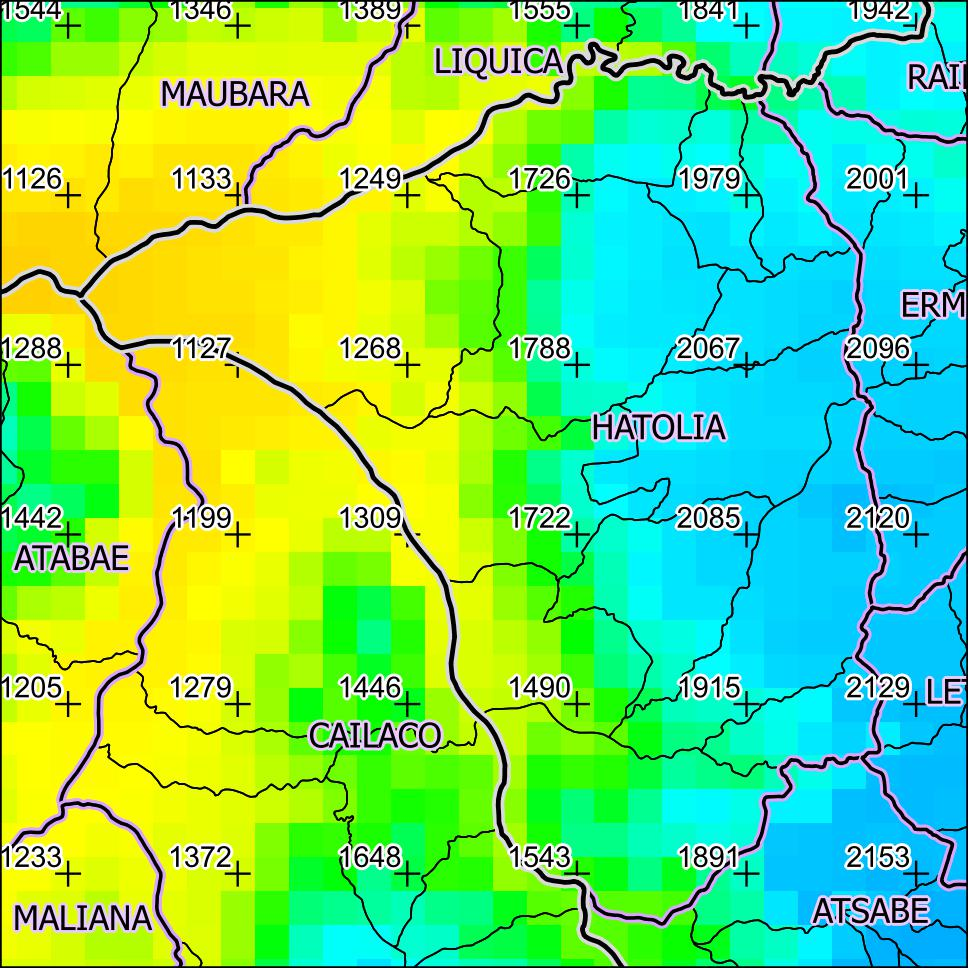
Jährliche Niederschlagsmenge (2000)
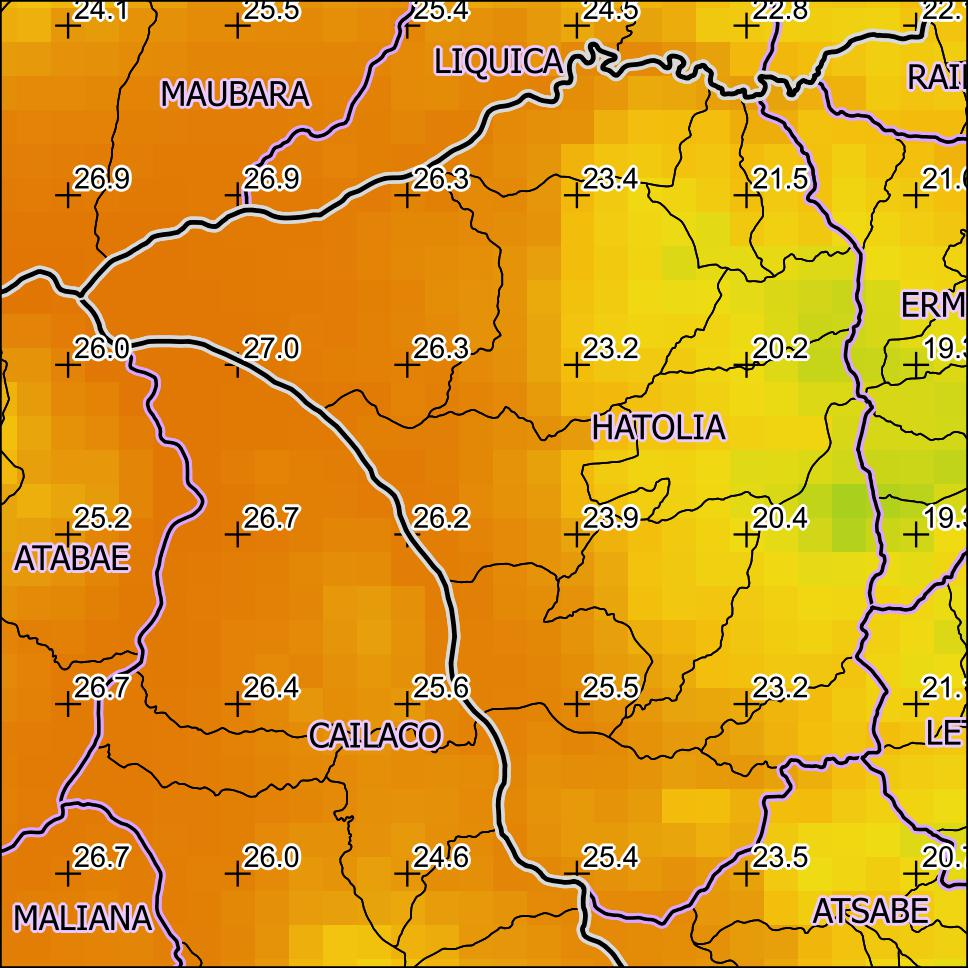
Jahresdurchschnitts-temperatur (2000)
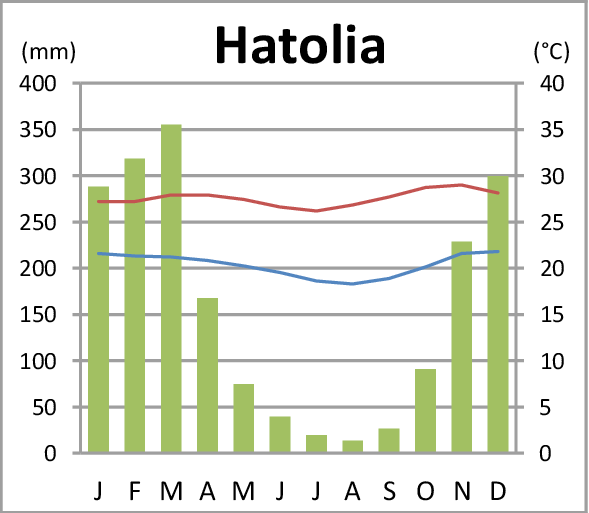
Klimadiagramm von Hatolia Vila

## Einwohner
Im Verwaltungsamt leben insgesamt 20.285 Menschen (2022). Im Verwaltungsamt gibt es 3.655 Haushalte. Mehrere Nationalsprache werden in Hatulia gesprochen. Tokodede im Norden, Mambai im Zentrum und Kemak im Süden. Die größte Sprachgruppe bildet die Ethnie der Tetum mit 44 %, gefolgt von den Mambai mit 39 %. Danach folgen die Kemak mit 14 %. Der Altersdurchschnitt der Bevölkerung beträgt 16,5 Jahre (2010, 2004: 15,4 Jahre).

## Geschichte

Karte von 1908, auf der nachträglich Hatulia eingezeichnet wurde

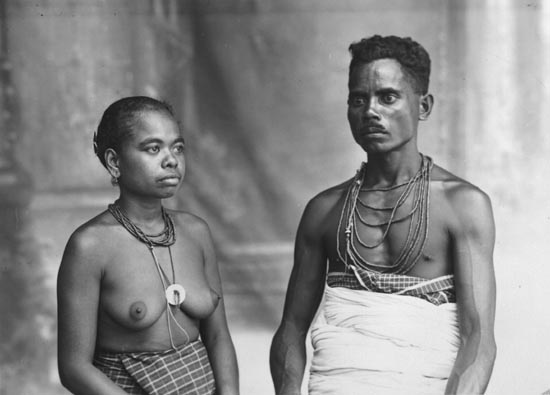
„Ein Ehepaar der Nõgo-Nõgo aus Hato-Lia (Suro)“, Álbum Fontoura, vor 1940

Im Frühjahr 1867 erhoben sich die unter der Oberhoheit von Maubara stehenden Kemak aus Leimea gegen die portugiesischen Kolonialherren. Gouverneur Francisco Teixeira da Silva schlug den Widerstand in einem ungleichen Kampf nieder. In der 48 Stunden dauernden entscheidenden Schlacht mussten sich die Rebellen gegen eine an Feuerkraft überlegene Übermacht wehren. 15 Dörfer wurden eingenommen und niedergebrannt. Die Anzahl der Opfer unter den Timoresen ist nicht bekannt, die Portugiesen bezifferten ihre Verluste mit zwei Toten und acht Verwundeten. Das Territorium Leimeas wurde auf die benachbarten Reiche aufgeteilt. In Hatulia wurde der Liurai Nai Resi aus Atsabe, der ebenfalls gegen die Portugiesen einen Unabhängigkeitskampf geführt hatte, gefangen genommen und exekutiert.
Auch das Kemak-Reich von Deribate lag in Hatulia. 1896 starben hier über 400 Menschen durch eine Strafaktion der Portugiesen. Im Jahr darauf wurde das Jahr für aufgelöst erklärt, die Liste der Liurais von Deribate reicht aber noch bis 1937.
Anfang 1942 hatte sich die Sparrow Force, eine alliierte Guerillatruppe im Kampf gegen die Japaner, nach Hatulia zurückgezogen. Hier traf der australische Konsul David Ross auf sie, er die erste  Aufforderung zur Kapitulation vom japanischen Kommandeur überbrachte, was Colonel Spence von der Sparrow Force zurückwies. Im Juli 1942 kam es in Hatulia zu einem Aufstand gegen die Portugiesen, der japanischen Einfluss zugeschrieben wird. Am 17. November 1944 wurde Hatolia Vila von australischen Bombern angegriffen, die japanische Unterkünfte als Ziel hatten.
Aus Leimea-Sarinbalo flohen 1975 nach dem Bürgerkrieg zwischen UDT und FRETILIN 120 Menschen für ein Jahr nach Haekesak in Westtimor.

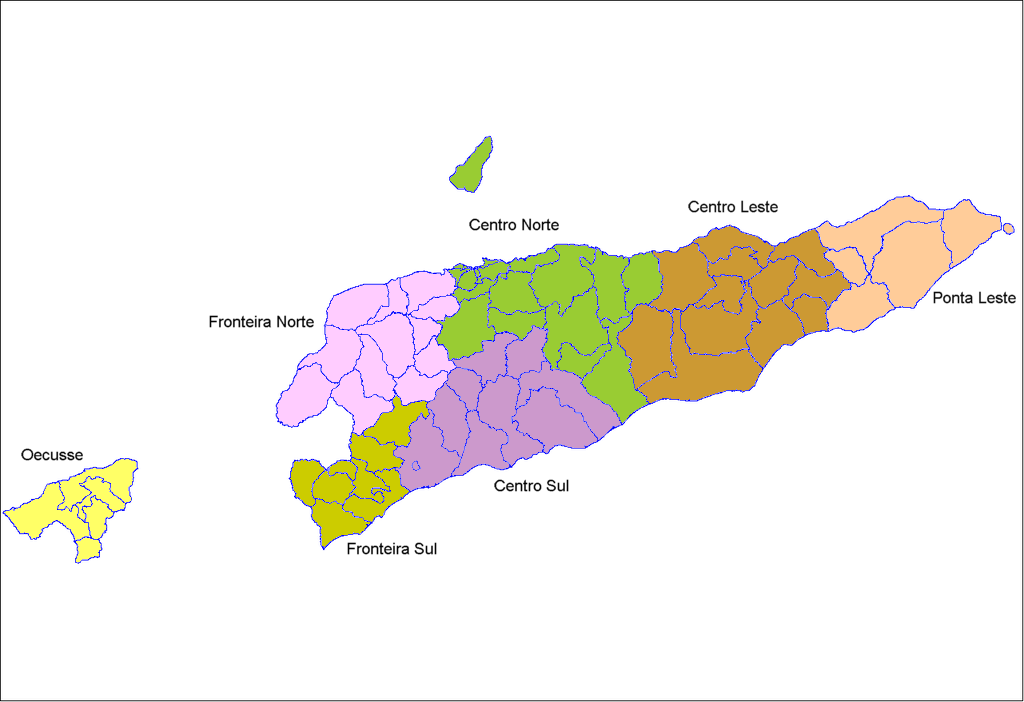
In Fatubessi (Hatulia) befand sich das Zentrum des Widerstandssektors Fronteira Norte der FALINTIL

1976 erreichten die indonesischen Invasoren auch Hatulia. Am 24. April versuchte die FALINTIL noch Samara zu verteidigen, wurde aber von der indonesischen Übermacht geschlagen. 500 Zivilisten aus Samara wurden im Ort Ermera interniert, wo sie an Hunger litten. Im Mai griffen die indonesischen Truppen Coilate-Letelo an. 200 Menschen wurden eingekesselt und konnten nicht mehr fliehen. Sie wurden zunächst im Ort gefangen gesetzt und später nach Letefoho gebracht. In Fatubessi befand sich eine Widerstandsbasis (base de apoio ) gegen die Indonesier, die von 1976 bis 1978 bestand. Sie war das Hauptquartier für den Sector Fronteira Norte. Als der Angriff auf Fatubessi durch das indonesische Bataillon 611 begann, sollte die Bevölkerung in zwei Richtungen evakuiert werden. Einmal nach Südwesten zum Berg Taroman, zum anderen nach Südosten in Richtung Beco und dann weiter zum Berg Ucecai im gleichnamigen Suco (Verwaltungsamt Zumalai). Die erste Gruppe wurde vom indonesischen Militär im damaligen Subdistrikt Ermera aufgegriffen und in Fatubessi interniert. Die zweite Gruppe überquerte beim Ort Beco den Fluss Loumea und erreichte das Tiefland im Süden von Zumalai. Doch im Januar 1978 gerieten sie unter Beschuss der Indonesier am Fluss Mola. Wer in der Widerstandsbasis gefangen genommen wurde, kam in ein Transit Camp in Fatubessi, wo ein akuter Nahrungsmittelmangel herrschte. Der Hungertod war alltäglich. Weitere Transit Camps befanden sich im Subdistrikt in Betupu (Suco Ailelo), Hatolia Vila, Poelete (Suco Aculau) und Urahou (Suco Urahou).
Das Transit Camp von Hatolia Vila befand sich etwas außerhalb in Modolaran. Zu essen bekamen die Internierten nur etwas Mais, gesalzenen Fisch und Salz. Der Fisch verursachte Durchfall, an dem vor allem Kinder und alte Menschen starben. Etwa 7000 Menschen lebten im Lager, von dem sie sich nicht weiter als 100 Meter entfernen durften. Um das Lager herum befanden sich acht Militärposten. Nur gelegentlich durften die Internierten in Begleitung der Soldaten nach Leimea-Craic oder Samara, um nach essbaren Wurzeln zu suchen. Vor allem unter den Insassen aus anderen Teilen Osttimors, wie zum Beispiel Zumalai, gab es viele Tote. Erst Ende 1979 brachte das Internationale Rote Kreuz Nahrungsmittel und medizinische Versorgung in das Lager. 1980 wurde den Internierten mehr Freiheiten gewährt. Dann wurden sie nach Leimea-Craic verlegt und schließlich ließ man sie in ihre Heimat zurückkehren.
Während der Unruhen von 1999 operierten zwischen dem 27. Januar und September in Hatulia und Ermera die pro-indonesischen Milizen Darah Merah, Aitarak und Pancasila zusammen mit dem indonesischen Militär gegen Befürworter der Unabhängigkeit Osttimors. Zwei indonesische Soldaten und zwei Kommandanten von Darah Merah wurden 2004 wegen Mordes an 14 Personen, Folter und Vergewaltigung verurteilt. Im April 1999 begann die Welle der Gewalt. In diesem Monat erhielt Darah Merah von der Distriktkommandatur (Kodim) der indonesischen Armee moderne Schusswaffen und zwei Militärfahrzeuge. 200 Darah Merah-Milizionäre griffen daraufhin CNRT-Mitglieder in Hatulia an. Es kam zu einem Gefecht, in dessen Verlauf ein Milizionär und zwei CNRT-Mitglieder ums Leben kamen. Zwischen dem 10. und 14. Mai wurden die Sucos Fatubolo, Lisapat, Mau-Ubo, Urahou und Fatubessi überfallen.
Tausende Flüchtlinge aus den Sucos Vatuboro, Guiço, Lissadila, Vatuvou, Maubaralissa, Vaviquinia und Gugleur, versammelten sich ab Februar 1999 infolge der Gewaltwelle im Umfeld des anstehenden Unabhängigkeitsreferendum in Sare (Suco Aculau). Eine internationale Hilfslieferung brachte Anfang Juli 25 Tonnen Lebensmittel zu dem Dorf. Zu diesem Zeitpunkt befanden sich dort 3800 Flüchtlinge, 2250 alleine aus Guiço. Im Februar/März waren es noch 5000, aber einige zogen weiter nach Atabae und nach Hatolia Vila. Allein zwischen Februar und Juli wurden 23 Frauen durch Milizionäre vergewaltigt und fünf Personen durch die pro-indonesischen Milizen Besi Merah Putih (BMP) und Halilintar ermordet, die in der Region operierten. Die Opfer wurden getötet, als sie versuchten von ihrem Heim Maniokwurzeln für ihre Familien zu holen. Im Februar hatten die Flüchtlinge noch Nahrungsmittel von der Bevölkerung in Aculau bekommen, im März reichten die Vorräte dafür aber nicht mehr aus, so dass die Flüchtlinge in den Wäldern nach Nahrung suchen mussten und versuchten eigene Gärten anzulegen. Immer wieder wurden Hütten und Gärten der Flüchtlinge durch die BMP niedergebrannt, Zinkdächer und Nutzvieh wurden geraubt. Jeden Tag starben nach Angaben des Chefe de Suco von Aculau drei bis vier Menschen in dem Flüchtlingslager. Unter den Flüchtlingen grassierten Malaria, Atemwegserkrankungen, Durchfall und Ruhr. Zwar gab es eine medizinische Station im Suco, die einzige Krankenschwester war aber im März 1998 nach Hatolia Vila geflohen. Für das Unabhängigkeitsreferendum am 30. August 1999 wurde für die Flüchtlinge extra ein Wahllokal in Sare eingerichtet, da sie sich nicht trauten nach Hause zurückzukehren. Jene, die für die Abstimmung in ihren Heimatort zurückkehrten, verließen ihn aus Angst vor weiterer Gewalt sofort nach Abgabe der Stimme wieder. Die Flüchtlinge kehrten erst endgültig in ihre Heimat zurück, als im September die internationale Eingreiftruppe (INTERFET) eintraf.
2003 war der Subdistrikt Hatulia Schauplatz von Überfällen und Scharmützeln, in denen die Organisation Colimau 2000 verwickelt war. Zentren waren Samara und Leimea-Craic. Die Colimau 2000 hatte in Leimea-Craic eine breite Unterstützung durch die Bevölkerung.
Bei einem Waldbrand am 2. und 3. Oktober 2019 kam es im Verwaltungsamt zu großen Zerstörungen.

## Politik

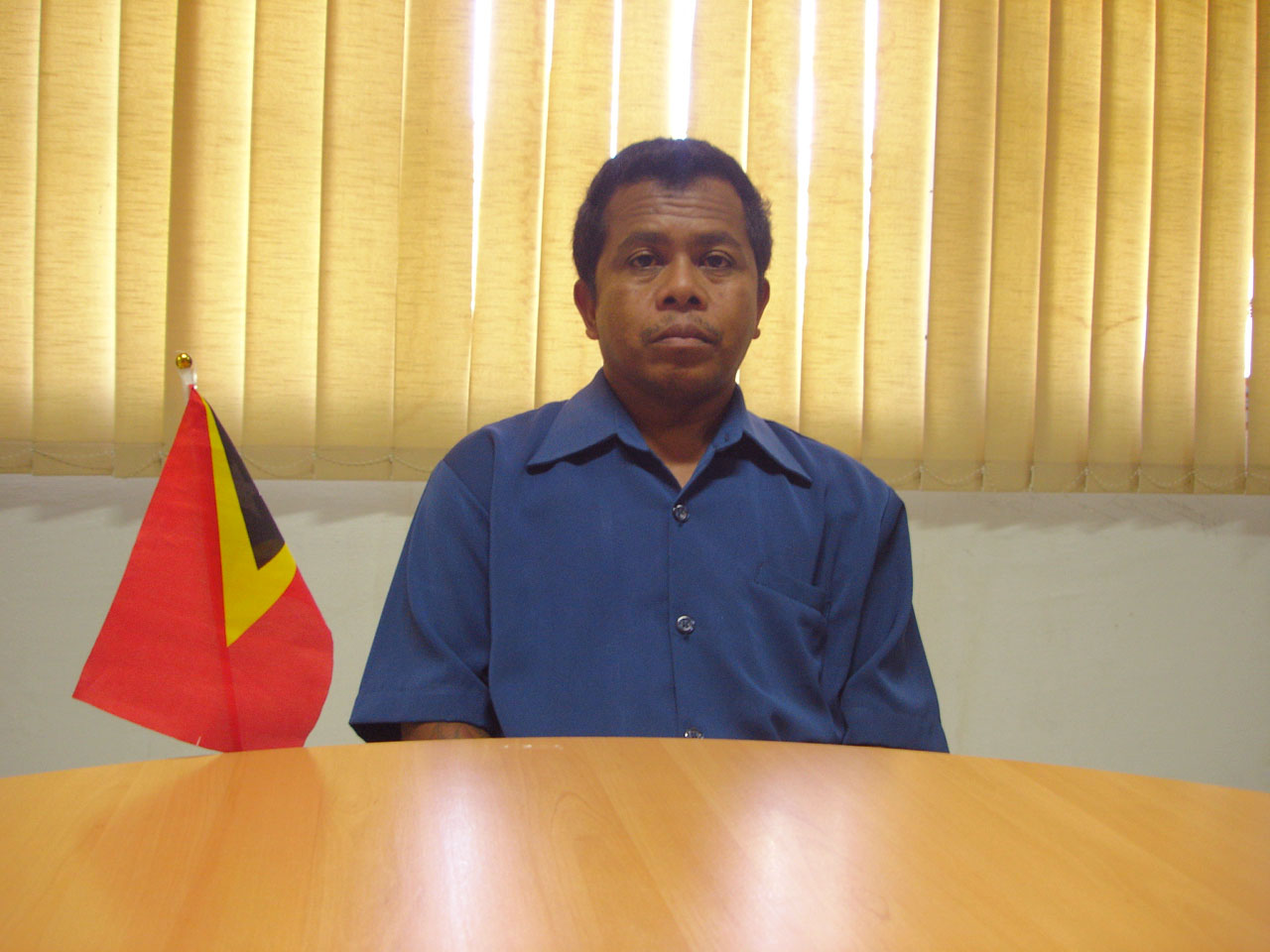
Administrator Custódio Martins (2013)

Der Administrator des Verwaltungsamts wird von der Zentralregierung in Dili ernannt. 2015 war dies Custódio Martins und 2016 Fernando Soares. 2021 wurde Luis Manuel zum Administrator ernannt und am 29. Januar 2024 Bonifacio da Silva Araújo.
Zehn Jahre der Besatzungszeit durch Indonesien war Jacob Fernandes Administrator des Subdistrikts Hatulia.

## Wirtschaft

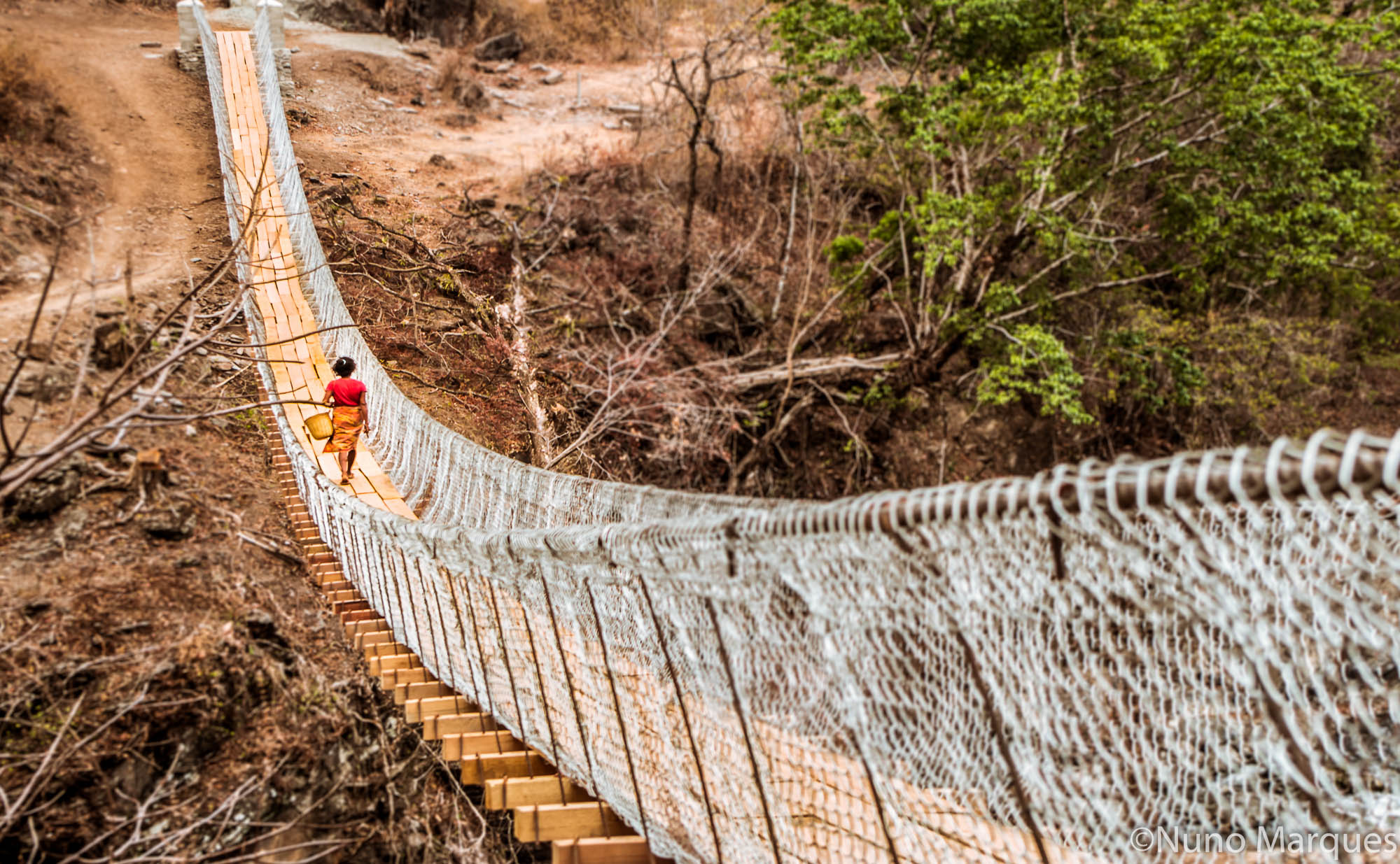
Hängebrücke über den Garai zwischen den Sucos Leimea-Craic und Coilate-Letelo

83 % der Haushalte in Hatulia bauen Maniok an, 82 % Mais, 79 % Kaffee, 69 % Gemüse, 50 % Kokosnüsse und 16 % Reis. Daneben werden seit einigen Jahren auch Tomaten, Bohnen und Erbsen angepflanzt. Außerdem plant man eine Fischzucht anzulegen.
In Fatubessi gibt es heiße Quellen.

## Persönlichkeiten
- Ernesto Fernandes (1945–2025), Freiheitskämpfer und Politiker
- Nominando Soares Martins (* 1962), Unabhängigkeitsaktivist und Politiker